# Habitación (entidad subnacional)

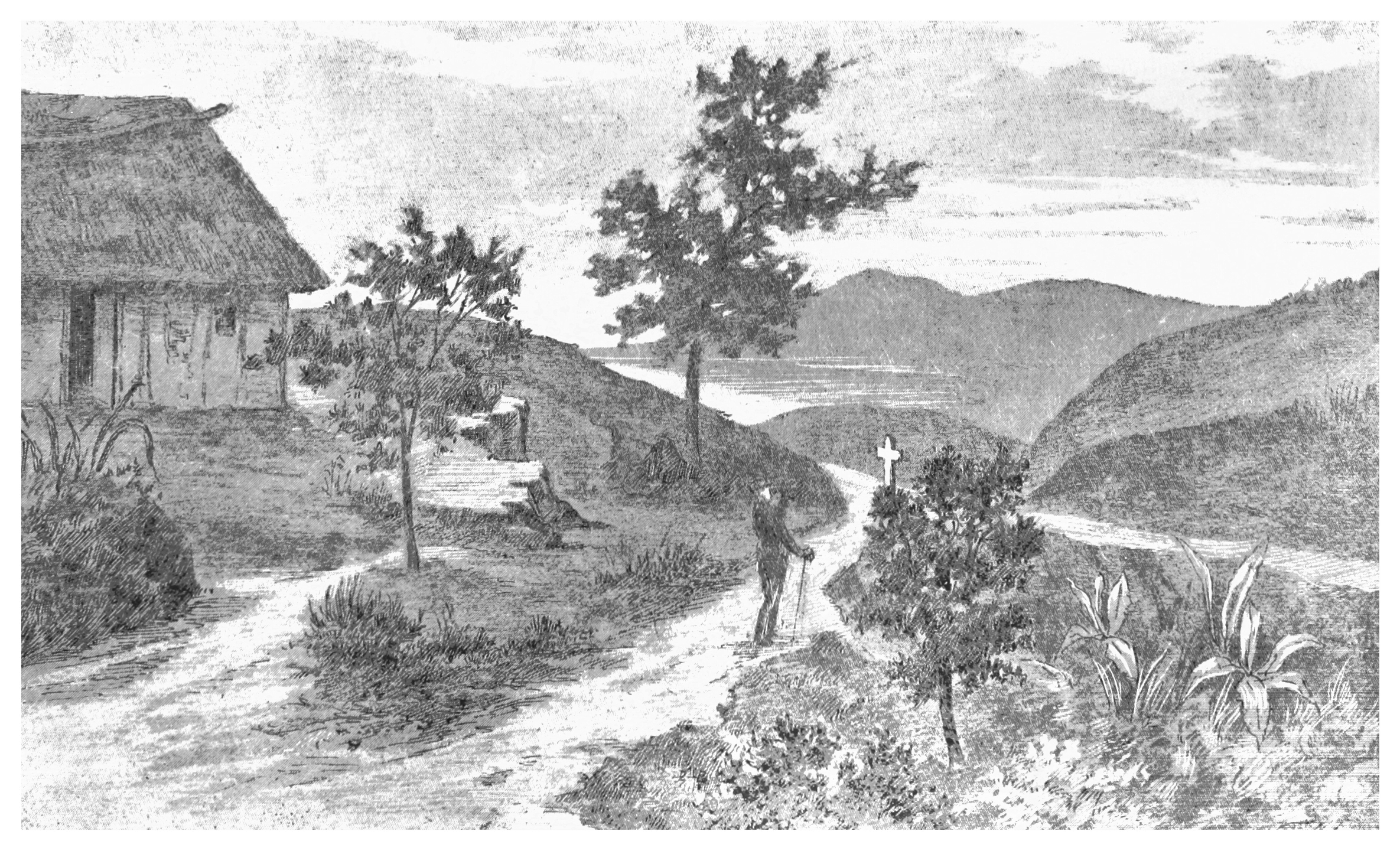
La habitación de Gardey (o Gardel) que estaba situada en la comuna de Port-au-Prince (1892)

Una Habitación (en francés Habitation y en criollo haitiano Abitasyon o bitasyon) es una división administrativa de carácter subnacional de Haití, que forma parte de las comunas.

## Historia
El término deriva del usado para designar un lugar permanente y /o explotación agrícola a lo largo de la colonización francesa en América y océano Índico.
Dicho término antiguamente designaba la vivienda o asentamiento humano y a finales del siglo XIX se equiparó con el término anglosajón de plantación.
Las habitaciones originales podían ser explotaciones de cualesquier tamaño, explotadas o no por esclavos, que podían ser desde pequeños caseríos familiares, explotaciones tabaqueras, hasta cafetales, bananeras, azucareras esclavistas, etc. Los ranchos ganaderos y dominios no entraban en esta consideración.
Los nombres con los que se denominan las habitaciones derivan de los nombres que les ponían sus dueños: Del lugar de origen de los mismos, su apellidos, etc.
Las habitaciones, esto es, las haciendas individuales, se agrupaban en pequeñas aldeas junto con las haciendas colectivas, que recibían estas el nombre local de Lakou, del que derivan las otras subdivisiones menores: las localidades.
En muchas de las habitaciones actuales aún quedan vestigios o restos mejor o peor conservados, de las viviendas coloniales que se construían en ellas cuyo patrimonio histórico aún está por investigar.